# Index Copernicus
Index Copernicus (IC) è una base di conoscenza online di informazioni fornite dagli utenti, che include profili di scienziati, istituzioni scientifiche, pubblicazioni e progetti. È stato creato nel 1999 in Polonia ed è gestito dalla Index Copernicus International. Il database, che prende il nome da Niccolò Copernico, dispone di diversi strumenti di valutazione per monitorare l'impatto di opere e pubblicazioni scientifiche, singoli scienziati o istituti di ricerca. Oltre agli aspetti relativi alla produttività, IC offre anche i tradizionali servizi di presentazione degli abstract e indicizzazione delle pubblicazioni scientifiche.

## Origine
L'Index Copernicus mirava a offrire un'alternativa al dominio anglofono nei sistemi di indicizzazione delle pubblicazioni. L'impresa è stata cofinanziata dal Fondo europeo di sviluppo regionale con il nome di Electronic Publishing House of Scientific Journals system of Index Copernicus Ltd. (Sistema di casa editrice elettronica di riviste scientifiche di Index Copernicus Ltd.).

## Controversie
Il sistema di classificazione delle riviste dell'IC è stato criticato nel 2013 da Jeffrey Beall a causa della presunta alta percentuale di riviste predatorie incluse e della sua metodologia di valutazione sospetta; Beall definì il "valore IC" come la risultante di "una misura piuttosto inutile". L'Index Copernicus rimane nella lista dei parametri fuorvianti.
L'Index Copernicus è stato ripetutamente accusato di pratiche non etiche.
Al momento della partenariato tra l'Index Copernicus e il Ministero della Scienza e dell'Istruzione Superiore polacco nel progetto di valutazione delle università polacche, l'Index Copernicus offriva un'opzione a pagamento per accelerare il processo di indicizzazione delle riviste, che a sua volta era vantaggiosa ai fini della valutazione ufficiale dell'università che l'indice stava supervisionando.
Alcune biblioteche universitarie consigliano di "evitare le riviste che mostrano le metriche di Index Copernicus". Index Copernicus è diventato anche oggetto di studio nel contesto delle pratiche predatorie nell'editoria scientifica. Un ricercatore che ha scoperto editori predatori pubblicando articoli fittizi (accettati senza revisione da parte degli editori) ha affermato che le riviste che mostrano Index Copernicus sul loro sito web sono molto probabilmente predatorie.